# Novemberpogromerna
Kristallnatten (tyska: Kristallnacht) mellan 9 november och 10 november 1938 var kulmen på de våldsamma pogromer mot judar, Novemberpogromerna, som genomfördes i Nazityskland (Tyskland inklusive Sudetenland och Österrike) och Fristaten Danzig mellan den 7 och 13 november 1938. Pogromerna iscensattes av nazister och utfördes av beväpnade grupper främst från det paramilitära Sturmabteilung (SA) men även av många civila. Omkring 400 judar dödades eller tvingades begå självmord, 20 000–30 000 arresterades och fördes till koncentrationsläger, 267 synagogor brändes ned och över 7 500 butiker vandaliserades.
Som förevändning för våldsaktionen angav den nazistiska regimen mordet på den tyske diplomaten Ernst vom Rath i Paris utfört av polsk-judiske Herschel Grynszpan ett par dagar tidigare. Men omfattande aktioner mot och massarresteringar av judar hade förberetts innan mordet skedde. Kristallnatten följdes av ökad ekonomisk och politisk förföljelse av judar och ses av historiker som inledningen till Förintelsen.
Pogromen fick av tyskarna namnet Kristallnatten på grund av den mängd krossat glas som täckte gatorna dagen efter aktionen. Andra har menat att betoningen av det krossade glaset och en enda natt förringar brottet och föredrar benämningen Novemberpogromerna.

## Förlopp

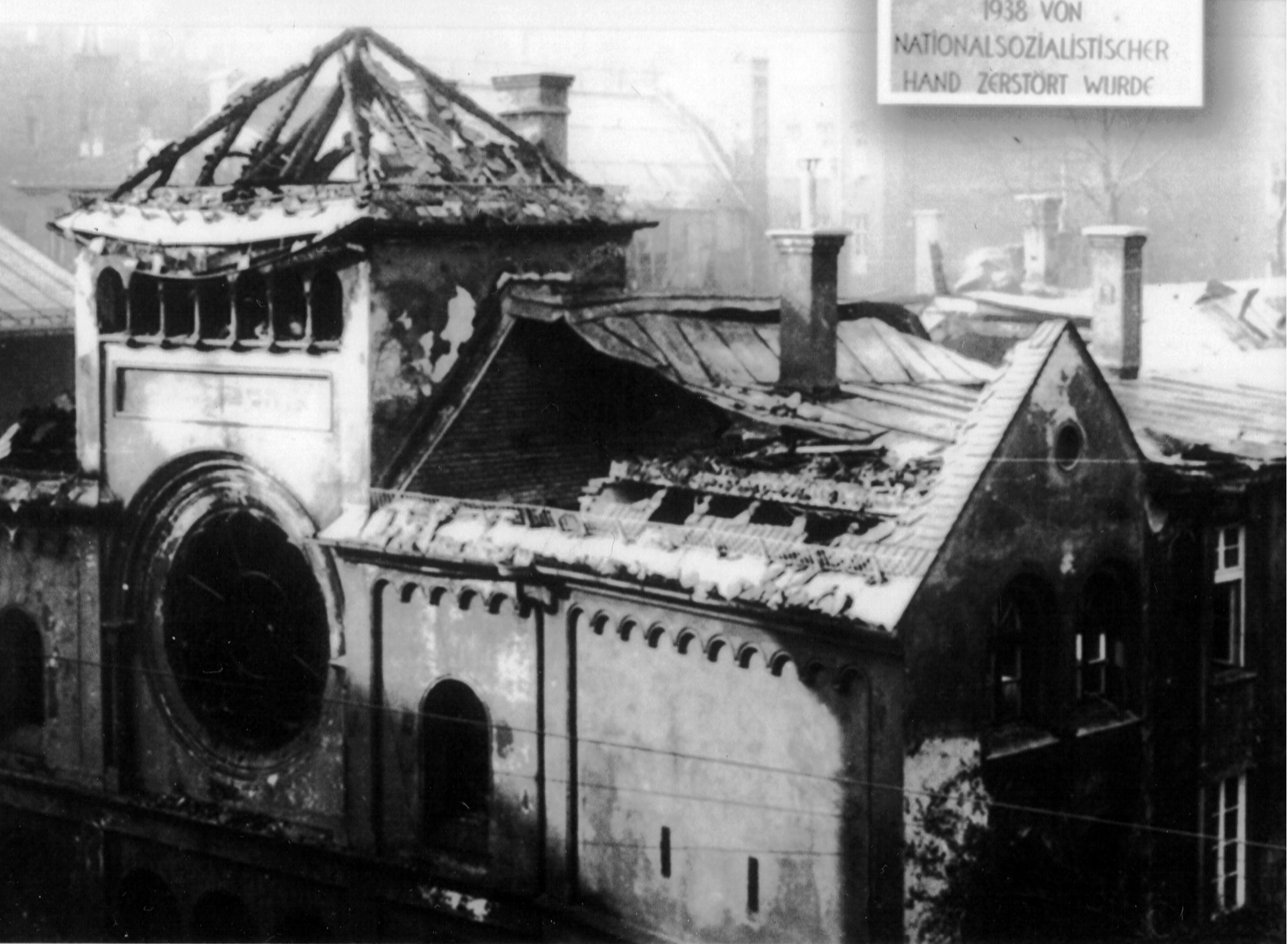
En förstörd synagoga i München efter Novemberpogromerna

Aktionen motiverades av nazisterna med att en 17-årig polsk jude, Herschel Grynszpan, den 7 november tagit sig in på den tyska ambassaden i Paris och skjutit den tyske legationssekreteraren, Ernst vom Rath, som hämnd för att hans föräldrar deporterats från Tyskland till Polen. Vom Rath avled den 9 november; dagen sammanföll med årsdagen av den nazistiska Ölkällarkuppen 1923 och ledarna i nazistpartiet var samlade i München till åminnelse av kuppen. Propagandaminister Joseph Goebbels uttryckte för de församlade att ”världsjudenheten” hade konspirerat i genomförandet av mordet på vom Rath och sa vidare att partiet inte förberett några demonstrationer men att om sådana uppstod spontant så skulle de inte hindras. Goebbels ord uppfattades av många som en order och närvarande regionala ledare sände instruktioner till sina lokala enheter. Den 10 november 1938 höll den i München närvarande Adolf Hitler ett tal till en samling journalister. Talet spelades in och skivan återfanns 1958, då professor Wilhelm Treue gjorde en utskrift, som publicerades i Vierteljahrschrift für Zeitheschichte 1958:2.
Medlemmar i den nazistiska paramilitära organisationen Sturmabteilung och i Hitlerjugend genomförde natten mellan 9 och 10 november i samarbete med civila pogromer mot judar i hela Tyskland, i Österrike och i Sudetenland.  Judiska hem och butiker förstördes, gudstjänstplatser vandaliserades eller brändes ned, hundratals judar misshandlades och cirka 400 av dem mördades eller tvingades begå självmord. Dagarna därpå föll 1 500 judar offer för förföljelser.  De efterföljande veckorna greps ungefär 30 000 judar och skickades till koncentrationsläger. 
Pogromerna, som började i mindre skala redan den 7 november och pågick till den 13, omnämns ibland som novemberpogromerna.
Antalet emigrerande judar ökade kraftigt efter Kristallnatten. Under de kommande tio månaderna emigrerade över 115 500 judar från Tyskland.
En konsekvens av kristallnatten blev ett skadestånd på 1 miljard mark (Judenvermögensabgabe) som judarna i Tyskland fick betala.

## Reaktionen i Tyskland
De icke-judiska tyskarnas reaktion på Kristallnatten varierade. Många åskådare samlades, de flesta i tysthet. De lokala brandkårerna begränsade sin respons till att förhindra att lågorna spred sig till närliggande byggnader. I Berlin hindrade polislöjtnant Otto Bellgardt Sturmabteilung-trupper från att sätta eld på den Nya Synagogan i Berlin, vilket ledde till att hans överordnade blev tillrättavisad.
Den brittiske historikern Martin Gilbert menade att många icke-judar ogillade pogromerna, en åsikt som stöds av det tyska vittnet Arthur Flehinger som såg människor gråta bakom sina gardiner under Kristallnatten. En orsak till detta är den stora omfattningen på skadorna under Kristallnatten, något som beskrevs som "meningslöst" av flera icke-judiska tyskar.
Hitler kommenterade inte själv på Kristallnatten. Han höll ett timslångt tal framför en grupp journalister dagen efter Kristallnatten, där han undvek att tala om ämnet, något som Eugene Davidson menade var för att undvika att förknippas med den impopulära raden av attacker.
Göbbels beskrev i en artikel Novemberpogromerna som en konsekvens av det tyska folkets "hälsosamma instinkter", och menade att Kristallnatten var en organisk reaktion från det tyska folket mot den "judiska rasens parasiter". I kommunikation med internationell press menade Göbbels  att pogromerna var en spontan reaktion på mordet på Ernst vom Rath, som utfördes av den 17-åriga juden Herschel Grynszpan.
Kristallnatten gjorde våldsam antisemitism i Tyskland mindre populärt, något som bland annat illustreras av Gestapo-avdelningen i Düsseldorfs rapporter om en kraftig nedgång i antisemitiska attityder bland befolkningen. En teori om varför detta hände är att det för många medlemmar av nazistpartiet som gått med mer av pragmatiska än ideologiska skäl var enklare att rättfärdiga abstrakt våldsam antisemitism än det mycket publika våld som hade visats upp under Novemberpogromerna.

## Minnesmanifestationer
På årsdagen av kristallnatten genomförs årligen manifestationer till minne av nazismens offer. Många kopplar det till den rasism, nynazism och nyfascism som finns i dag och menar att rasismen inte enbart skall ses som en historisk parentes. Antirasister och antifascister i flera delar av Sverige genomför manifestationer, tysta fackeltåg eller demonstrationer.

## Moderna referenser
Kristallnatten har i modern tid ofta använts som jämförelsepunkt för att diskutera antisemitiska handlingar, däribland Hamas attack mot Israel i oktober 2023.